# Gazoldo degli Ippoliti
Gazoldo degli Ippoliti es una ciudad italiana situada en la provincia de Mantua, en Lombardía. Tiene una población estimada, a fines de marzo de 2022, de 3018 habitantes.

## Geografía
Gazoldo está ubicado en la llanura del río Po entre los ríos Oglio y Mincio; se encuentra a 20 km de Mantua, la capital provincial. El municipio tiene una altitud media de 34 m sobre el nivel del mar y una superficie de 12,9 km², que incluye el pueblo de San Fermo (conocido por su peculiar subdivisión bajo 3 municipios diferentes).

## Evolución demográfica
| Gráfica de evolución demográfica de Gazoldo degli Ippoliti entre 1861 y 2022 |
|                                                                              |
| Fuente: ISTAT - Elaboración gráfica de Wikipedia                             |